# Pink Eye
Pour plus de détails, voir Fiche technique et Distribution.
Pink Eye est un film d'horreur américain réalisé par James Adam Tucker, sorti en 2008.

## Synopsis
Le film se déroule dans une petite ville du nord de l’État de New York, où des drogues sont testées dans un asile psychiatrique délabré.

## Distribution
- Melissa R. Bacelar : Delilah
- Joshua Nelson : Brandon
- Joshua James : Edgar
- Ed Avila : Dr. Galen
- Emma Hinz : Daisy
- James E. Smith : Dr. Grahm
- J. Scott Green : Technicien #2
- Bridget Megan Clark : Holly
- Frank Franconeri : Martino
- Alan Rowe Kelly : Schlitze
- Raine Brown : Nikki
- Jeff Spinner : Rabbit
- Jocelyn Barker : Tessa
- JessAnn Smith : Heather
- Nathan Faudree : Matt
- Susan Adriensen : Junkie
- Frank Campana : Moretti
- Zoe Daelman Chlanda : Phyllis[2].